# كاناي أوكي
كاناي أوكي (باليابانية: 沖 佳苗) مواليد 20 يوليو 1986 في كوتشي، اليابان، هي مؤدية أصوات يابانية بدأت نشاطها عام 2005.

## أعمال
- سول إيتر
- اندماج الديجيمون
- ناروتو
- الدراج المقنع كيفا

## وصلات خارجية
- كاناي أوكي على موقع IMDb (الإنجليزية)
- كاناي أوكي على موقع ألو سيني (الفرنسية)
- كاناي أوكي على موقع ميوزك برينز (الإنجليزية)
- كاناي أوكي على موقع ديسكوغز (الإنجليزية)
- كاناي أوكي على موقع كينوبويسك (الروسية)
- كاناي أوكي على موقع ANN person (الإنجليزية)